# Wiedersehen-Polka
Die Wiedersehen-Polka ist eine Polka von Johann Strauss (Sohn) (op. 142). Das Werk wurde am 18. September 1853 in Ungers Casino in Wien erstmals aufgeführt.

## Einzelnachweis
1. ↑  Quelle: Englische Version des Booklets (Seite 30) in der 52 CDs umfassenden Gesamtausgabe der Orchesterwerke von Johann Strauß (Sohn), Hrsg. Naxos (Label). Das Werk ist als fünfter Titel auf der 8. CD zu hören.